# 艾馬紐·約翰
艾馬紐·約翰（Emmanuel John，1989年4月12日—），生於尼日利亞南卡杜納，尼日利亞足球運動員，司職前鋒，現時效力香港乙組聯賽球會淦源。

## 球員生涯
艾馬生於尼日利亞南卡杜納，於2010年1月獲賞識由乙組球會葵青，加盟在當時的頂級聯賽角逐的甲組球會標準流浪，並在聯賽有兩場上陣紀錄，至2012年7月完約後回復自由身，直到2012年12月12日轉會乙組球會花花，而他在2017年9月加盟甲組球會東區，並於半季內在各項賽事上陣12場錄得3球，令他再獲港超聯球會標準流浪賞識，於2018年1月邀請加盟得以重返頂級聯賽作賽，並因他已在香港居滿七年使他能以本地球員身份註冊本地賽事，而他在1月13日對東方龍獅的聯賽於64分鐘後備入替禾達，首度為流浪登場，可是最終流浪以0–2落敗，結果流浪在4月22日主場不敵R&F富力後，宣告護級失敗。
2018/19球季流浪降班後艾馬雖然留效，但僅在季初首兩仗上陣，後來未能配合球會需要解約離隊，流浪改邀文嘉效力。然而流浪會方於2019年2月26日表示，艾馬及其妻子分別向會方及足總投訴，指艾馬的相片仍然登在流浪網頁，因而影響落班，致流浪會方澄清已與艾馬解約並已辦妥所有手續，同時讓解約原因曝光。 

## 榮譽
標準流浪
- 香港預備組聯賽冠軍（2010–11季度、2011–12季度）

駿其天旭
- 香港乙組聯賽冠軍（2014–15季度）

駿昇花花
- 香港足總盃初級組亞軍（2016–17季度）

### 個人
- 香港乙組聯賽神射手（2013–14季度）
- 香港足總盃初級組神射手（2013–14季度）

## 軼事
艾馬在效力標準流浪期間，曾在主場對公民的聯賽直播賽事中，被隊友魏釗爆粗責罵，當時流浪正防守對方的右路罰球，而魏釗在指揮人牆期間疑似因不滿艾馬的表現，並向他大喊：「艾馬！X你老母！」而由於該場賽事在now TV直播，同時魏釗的聲線已收進令當時的評述員蔡育瑜等人都極為驚訝，並指出人牆確實出現嚴重問題，事後片段在網絡上廣泛流傳，而不少網民和球迷反而稱讚魏釗的專業態度。

## 外部連結
- 香港足球總會網頁球員註冊資料 （页面存档备份，存于）